# Júlio Bressane
Júlio Eduardo Bressane de Azevedo (Rio de Janeiro, 13 de fevereiro de 1946) é um cineasta brasileiro. Ele é um dos principais expoentes do chamado Cinema Marginal, movimento dos anos 1960 e 1970 conhecido pela independência criativa, pela subversão das convenções cinematográficas tradicionais e pelo uso de recursos de baixo orçamento. Bressane é ganhador de vários prêmios, incluindo um APCA e sete troféus do Festival de Brasília, além de ter recebido indicações para dois prêmios Grande Otelo.
Em suas obras, caracterizadas por uma estrutura poética e ensaística, Bressane frequentemente substitui narrativas lineares por omissões deliberadas, privilegiando atmosferas subjetivas e fragmentadas. Seus filmes exploram trocadilhos, citações literárias e culturais, além de utilizar a música como um elemento central na construção do significado e da experiência estética.

## Biografia e carreira

### Início da carreira e ascensão (1968—1971)
Júlio Eduardo Bressane de Azevedo é amplamente reconhecido como um cineasta experimental, com uma carreira marcada pela inovação e pela exploração de linguagens alternativas no cinema brasileiro. Seu longa-metragem de estreia, Cara a Cara (1968), destacou-se por sua abordagem poética, alinhada às propostas do Cinema Novo, movimento que buscava retratar a realidade social e política do Brasil com um olhar crítico e inovador.
Em 1969, Bressane deu início a uma nova estética cinematográfica que ficou conhecida como Cinema Marginal, com dois filmes icônicos: O Anjo Nasceu e Matou a Família e Foi ao Cinema. Essas obras subverteram as convenções narrativas e estilísticas, desafiando o cinema tradicional. Seu nome ganhou mais notoriedade após a realização do documentário sobre Maria Bethânia, cantora que estreou nacionalmente em 1965 e logo virou uma das maiores estrelas brasileiras. Bethânia Bem de Perto - A Propósito de um Show tornou-se um emblema na carreira do diretor e foi lançado em DVD décadas depois.
No início da década de 1970, Bressane, junto a Rogério Sganzerla, fundou a Belair Filmes, uma produtora que se tornou símbolo de liberdade criativa. Em um período de apenas três meses, dirigiu três filmes: A Família do Barulho, Barão Olavo, o Horrível e Cuidado Madame (1970). No ano seguinte, exilado devido à repressão da ditadura militar, realizou no exterior os longas A Fada do Oriente, Crazy Love (Amor Louco) e Memórias de um Estrangulador de Loiras (1971), seguidos por Lágrima Pantera em 1972. Ele chegou a se exilar em Londres, no início dos anos 1970, mas voltou ao Brasil alguns anos depois e fez um filme atrás do outro, usando a chanchada e o deboche como suas principais características.

### Volta ao Brasil e cinema experimental (1973—presente)
De volta ao Brasil, Bressane passou a trabalhar com artistas populares, expandindo as possibilidades de sua filmografia. O Rei do Baralho (1973) trouxe Grande Otelo no papel principal, enquanto O Monstro Caraíba (1975) contou com Carlos Imperial, e Jece Valadão protagonizou O Gigante da América (1978). Durante esse período, realizou também Agonia (1976), onde radicalizou ainda mais suas experimentações estéticas e narrativas.
Nos anos seguintes, sua obra encontrou novas conexões com a cultura brasileira e temas literários e históricos. Entre os destaques estão Tabu (1982), inspirado na literatura brasileira; Brás Cubas (1985), adaptação da obra de Machado de Assis; e Sermões – A História de Antônio Vieira (1990), que mergulha na vida do célebre orador e missionário. Outros filmes notáveis incluem O Mandarim (1995), Miramar (1997) e São Jerônimo (1999), que dialogam com questões culturais, sociais e filosóficas.
A partir dos anos 2000, Bressane intensificou sua abordagem reflexiva e estética, explorando temas da cultura erudita, como em Dias de Nietzsche em Turim (2002), que revisita momentos da vida do filósofo alemão. Seguiram-se obras de grande impacto como Filme de Amor (2003), Cleópatra (2007), A Erva do Rato (2008) e Educação Sentimental (2013), consolidando sua reputação como um dos mais importantes e ousados cineastas brasileiros. Cleópatra foi apresentado no Festival de Cinema de Veneza de 2007, fora da competição, além de ter sido premiado como melhor filme do 40º Festival de Brasília do Cinema Brasileiro, em novembro de 2007.

## Obras
|  | Indica um docomuntário |  | Indica um curta-metragem |

| Ano  | Título original                                | Título em Inglês                                  | Notas                                                                                         |
| ---- | ---------------------------------------------- | ------------------------------------------------- | --------------------------------------------------------------------------------------------- |
| 1966 | Lima Barreto: Trajetória                       |                                                   | Curto documentário sobre Lima Barreto.                                                        |
| 1966 | Bethânia Bem de Perto - A Propósito de um Show |                                                   | Co-dirigido por Eduardo Escorel. Documentário em curta-metragem e concerto de Maria Bethânia. |
| 1967 | Cara a Cara                                    | Face to Face                                      |                                                                                               |
| 1969 | Matou a Família e Foi ao Cinema                | Killed the Family and Went to the Movies          |                                                                                               |
| 1969 | O Anjo Nasceu                                  | The Angel Was Born                                |                                                                                               |
| 1970 | Cuidado Madame                                 |                                                   |                                                                                               |
| 1970 | Barão Olavo, o Horrível                        | Baron Olavo, the Horrible                         |                                                                                               |
| 1970 | A Família do Barulho                           |                                                   |                                                                                               |
| 1971 | Memórias de um Estrangulador de Loiras         | Memories of a Blonde Strangler                    |                                                                                               |
| 1971 | Amor Louco                                     | Crazy Love                                        |                                                                                               |
| 1971 | A Fada do Oriente                              |                                                   |                                                                                               |
| 1972 | Lágrima Pantera                                |                                                   | Co-produção entre Brasil e Estados Unidos                                                     |
| 1973 | O Rei do Baralho                               |                                                   |                                                                                               |
| 1975 | O Monstro Caraíba                              |                                                   |                                                                                               |
| 1977 | Viola Chinesa                                  | Chinese Viola: My Encounter with Brazilian Cinema | Documentário em curta-metragem.                                                               |
| 1978 | O Gigante da América                           | The Giant of America                              |                                                                                               |
| 1978 | Agonia                                         |                                                   |                                                                                               |
| 1979 | Cinema Inocente                                |                                                   |                                                                                               |
| 1982 | Tabu                                           |                                                   |                                                                                               |
| 1986 | Brás Cubas                                     |                                                   |                                                                                               |
| 1989 | Sermões: A História de Antônio Vieira          |                                                   | Baseado na vida de António Vieira.                                                            |
| 1992 | Quem Seria o Feliz Conviva de Isadora Duncan?  |                                                   | Segmento de Oswaldianas (1992).                                                               |
| 1995 | O Mandarim                                     | The Mandarin                                      | Baseado na vida de Mário Reis.                                                                |
| 1997 | Miramar                                        |                                                   |                                                                                               |
| 1999 | São Jerônimo                                   |                                                   |                                                                                               |
| 2001 | Dias de Nietzsche em Turim                     | Days of Nietzsche in Turin                        | Baseado na vida de Friedrich Nietzsche.                                                       |
| 2003 | Filme de Amor                                  | A Love Movie                                      |                                                                                               |
| 2007 | Ver Viver Reviver                              |                                                   | Documentário em curta-metragem.                                                               |
| 2007 | Cleópatra                                      | Cleopatra                                         |                                                                                               |
| 2007 | Passagem em Ferrara                            |                                                   | Curto documentário dedicado a Michelangelo Antonioni.                                         |
| 2008 | A Erva do Rato                                 | The Herb of the Rat                               |                                                                                               |
| 2012 | Rua Aperana 52                                 | Aperana Street 52                                 |                                                                                               |
| 2012 | O Batuque dos Astros                           | Drumming Beat of the Stars                        | Documentário sobre Fernando Pessoa.                                                           |
| 2013 | Educação Sentimental                           |                                                   |                                                                                               |
| 2013 | Venice 70: Future Reloaded                     | Venice 70: Future Reloaded                        | Direção de um segmento.                                                                       |
| 2015 | Garoto                                         | Kid                                               |                                                                                               |
| 2016 | Beduíno                                        |                                                   |                                                                                               |
| 2018 | Sedução da Carne                               | Seduction of the Flesh                            |                                                                                               |
| 2019 | Nietzsche sils Maria Rochedo de Surlej         |                                                   | Co-direção com Rosa Dias e Rodrigo Lima.                                                      |
| 2021 | Capitu e o Capítulo                            | Capitu and the Chapter                            |                                                                                               |
| 2023 | A Longa Viagem do Ônibus Amarelo               | The Long Voyage of the Yellow Bus                 |                                                                                               |
| 2023 | Leme do Destino                                | Rudder of Destiny                                 |                                                                                               |

## Livros publicados
- Alguns. Rio de Janeiro: Imago, 1996
- Cinemancia. 99 páginas, Rio de Janeiro, Imago, 2000

- Ensaios sobre Robert Bresson,Brás Cubas,Vidas Secas, Augusto de Campos e Ralph Waldo Emerson.

- Fotodrama. 72 páginas, Rio de Janeiro, Imago, 2005

- Bressane discute o cinema de Jean Marie Straub.

- "Deslimite". Rio de Janeiro: Imago, 2011

## Prêmios e indicações
| Ano  | Associações                                       | Categoria                             | Nomeações                             | Resultado | Ref.   |
| ---- | ------------------------------------------------- | ------------------------------------- | ------------------------------------- | --------- | ------ |
| 1982 | Festival de Cinema de Brasília                    | Melhor Filme de Longa-metragem        | Tabu                                  | Venceu    | [ 8 ]  |
| 1986 | Festival de Cinema de Gramado                     | Melhor Filme de Longa-metragem        | Brás Cubas                            | Indicado  | [ 9 ]  |
| 1991 | Festival Sesc Melhores Filmes                     | Melhor Filme                          | Sermões: A História de Antônio Vieira | Venceu    |        |
| 1997 | Festival de Cinema de Brasília                    | Melhor Filme de Longa-metragem        | Miramar                               | Venceu    | [ 10 ] |
| 1997 | Festival de Cinema de Brasília                    | Melhor Direção                        | Miramar                               | Venceu    | [ 10 ] |
| 1999 | Fantasporto                                       | Conjunto da Obra (Homenagem Especial) | —                                     | Venceu    | [ 11 ] |
| 1999 | Festival de Cinema de Brasília                    | Melhor Direção                        | São Jerônimo                          | Venceu    | [ 12 ] |
| 2000 | Grande Prêmio do Cinema Brasileiro                | Melhor Roteiro                        | São Jerônimo                          | Indicado  |        |
| 2001 | Festival de Cinema de Brasília                    | Melhor Roteiro (com Rosa Dias)        | Dias de Nietzsche em Turim            | Venceu    |        |
| 2001 | Festival Internacional de Cinema de Veneza        | Prêmio da Crítica                     | Dias de Nietzsche em Turim            | Venceu    | [ 13 ] |
| 2003 | Festival de Cinema de Brasília                    | Melhor Filme de Longa-metragem        | Filme de Amor                         | Venceu    | [ 14 ] |
| 2005 | Festival de Cinema de Países de Língua Portuguesa | Melhor Diretor                        | Filme de Amor                         | Venceu    |        |
| 2005 | Festival Sesc Melhores Filmes                     | Melhor Filme                          | Filme de Amor                         | Venceu    |        |
| 2005 | Troféu APCA                                       | Melhor Diretor                        | Filme de Amor                         | Venceu    | [ 15 ] |
| 2007 | Festival de Cinema de Brasília                    | Melhor Filme de Longa-metragem        | Cleópatra                             | Venceu    | [ 16 ] |
| 2008 | Festival de Cinema de Gramado                     | Troféu Eduardo Abelin                 | —                                     | Venceu    | [ 17 ] |
| 2008 | Festival dos 3 Continentes de Nantes              | Melhor Filme                          | A Erva do Rato                        | Venceu    |        |
| 2008 | Festival Internacional de Cinema de Veneza        | Melhor Filme                          | A Erva do Rato                        | Indicado  |        |
| 2013 | Festival Internacional de Cinema de Locarno       | Melhor Filme (Leopardo de Ouro)       | Educação Sentimental                  | Indicado  | [ 18 ] |
| 2013 | Festival Internacional de Cinema de Locarno       | Melhor Filme (da crítica)             | Educação Sentimental                  | Venceu    | [ 18 ] |
| 2013 | Panorama Coisa De Cinema                          | Melhor Filme                          | Educação Sentimental                  | Venceu    | [ 19 ] |
| 2013 | Panorama Coisa De Cinema                          | Melhor Filme (Prêmio Ficunam)         | Educação Sentimental                  | Venceu    | [ 19 ] |
| 2014 | Las Palmas Film Festival                          | Melhor Filme                          | Educação Sentimental                  | Venceu    |        |
| 2018 | Grande Prêmio do Cinema Brasileiro                | Melhor Trilha Sonora                  | Beduíno                               | Indicado  | [ 20 ] |
| 2018 | Lisboa Film Festival                              | Grande Prêmio do Júri                 | Sedução da Carne                      | Venceu    |        |
| 2021 | Fest Aruanda do Audiovisual Brasileiro            | Melhor Filme do Júri                  | Capitu e o Capítulo                   | Venceu    | [ 21 ] |
| 2021 | Fest Aruanda do Audiovisual Brasileiro            | Melhor Filme da Crítica               | Capitu e o Capítulo                   | Venceu    | [ 21 ] |
| 2021 | Fest Aruanda do Audiovisual Brasileiro            | Melhor Diretor                        | Capitu e o Capítulo                   | Venceu    | [ 21 ] |